# Voie du mévalonate

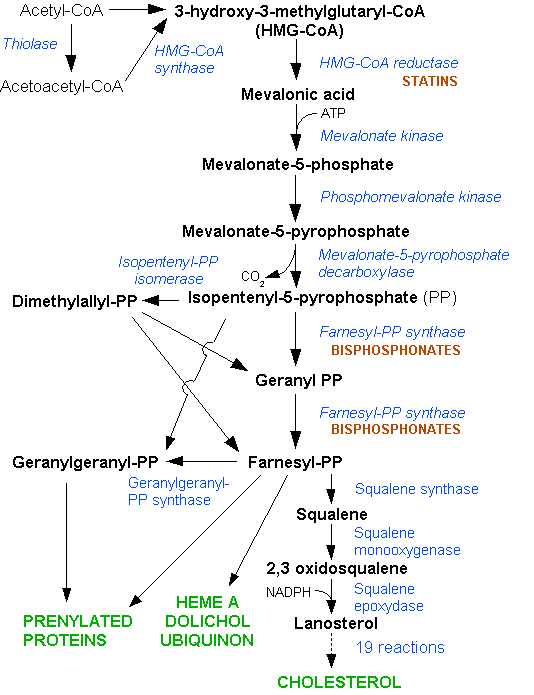
Réactions de la voie du mévalonate et de biosynthèses subséquentes indiquant les enzymes cibles des statines et des bisphosphonates.

La voie du mévalonate, ou voie de l'acide mévalonique, également appelée voie de l'HMG-CoA réductase, est la voie métabolique de biosynthèse de l'isopentényl-pyrophosphate (IPP) et du diméthylallyl-pyrophosphate (DMAPP) chez tous les eucaryotes supérieurs et la plupart des bactéries. Il existe une alternative à cette voie chez les plantes, certains protozoaires et la plupart des bactéries (dans ce cas à côté de la voie du mévalonate) appelée voie du méthylérythritol phosphate.
La voie du mévalonate produit des métabolites utilisés dans des processus tels que la synthèse des terpénoïdes et des stéroïdes, la prénylation des protéines, la maintenance des membranes cellulaires, la synthèse d'hormones, l'ancrage des protéines à la membrane plasmique, ou encore la N-glycosylation.
Un ensemble de médicaments, parmi lesquels certains anticancéreux, ciblent la voie du mévalonate, notamment :
- les statines, utilisés pour réduire la cholestérolémie en cas d'hypercholestérolémie,
- les bisphosphonates, utilisés contre l'ostéoporose et dans certains cas de métastases osseuses.

Les réactions de la voie du mévalonate peuvent être résumées de la façon suivante :
| Substrats                    | Enzyme                                                               | Produits                                              |
| 2 acétyl-CoA                 | Acétyl-CoA C-acétyltransférase (EC 2.3.1.9, thiolase II)             | Acétoacétyl-CoA + CoA                                 |
| acétyl-CoA + Acétoacétyl-CoA | Hydroxyméthylglutaryl-CoA synthase (EC 2.3.3.10, HMG-CoA synthase)   | 3-hydroxy-3-méthylglutaryl-coenzyme A (HMG-CoA) + CoA |
| HMG-CoA                      | Hydroxyméthylglutaryl-CoA réductase (EC 1.1.1.88, HMG-CoA réductase) | Mévalonate                                            |
| Mévalonate                   | Mévalonate kinase (EC 2.7.1.36)                                      | 5-phosphomévalonate                                   |
| 5-phosphomévalonate          | Phosphomévalonate kinase (EC 2.7.4.2)                                | 5-pyrophosphomévalonate                               |
| 5-pyrophosphomévalonate      | Diphosphomévalonate décarboxylase (EC 4.1.1.33)                      | Isopentényl-pyrophosphate (IPP)                       |
| IPP                          | Isopentényle diphosphate delta-isomérase (EC 5.3.3.2)                | Diméthylallyl-pyrophosphate (DMAPP)                   |